# The Walter Compton News
The Walter Compton News era un noticiero estadounidense, emitido en la fenecida cadena DuMont. El programa era presentado por Walter Compton, y se inició en junio de 1947 en la estación de DuMont en Washington D. C. y en agosto del mismo año se convirtió en un noticiero emitido en cadena al ser emitido por WABD de Nueva York.
La producción del programa era mínima, ya que básicamente Walter Compton leía en frente de la cámara las noticias, y pocas veces se presentaban fotografías o filmes de los acontecimientos.
No existen registros de grabaciones existentes del programa.